# Björn Bergmann Sigurðarson
Björn Bergmann Sigurðarson (Akranes, 26 de fevereiro de 1991), é um futebolista islandês que atua como atacante. Atualmente, joga pelo Rostov.

## Carreira
Foi convocado para defender a Seleção Islandesa de Futebol na Copa do Mundo de 2018.